# 공포의 집

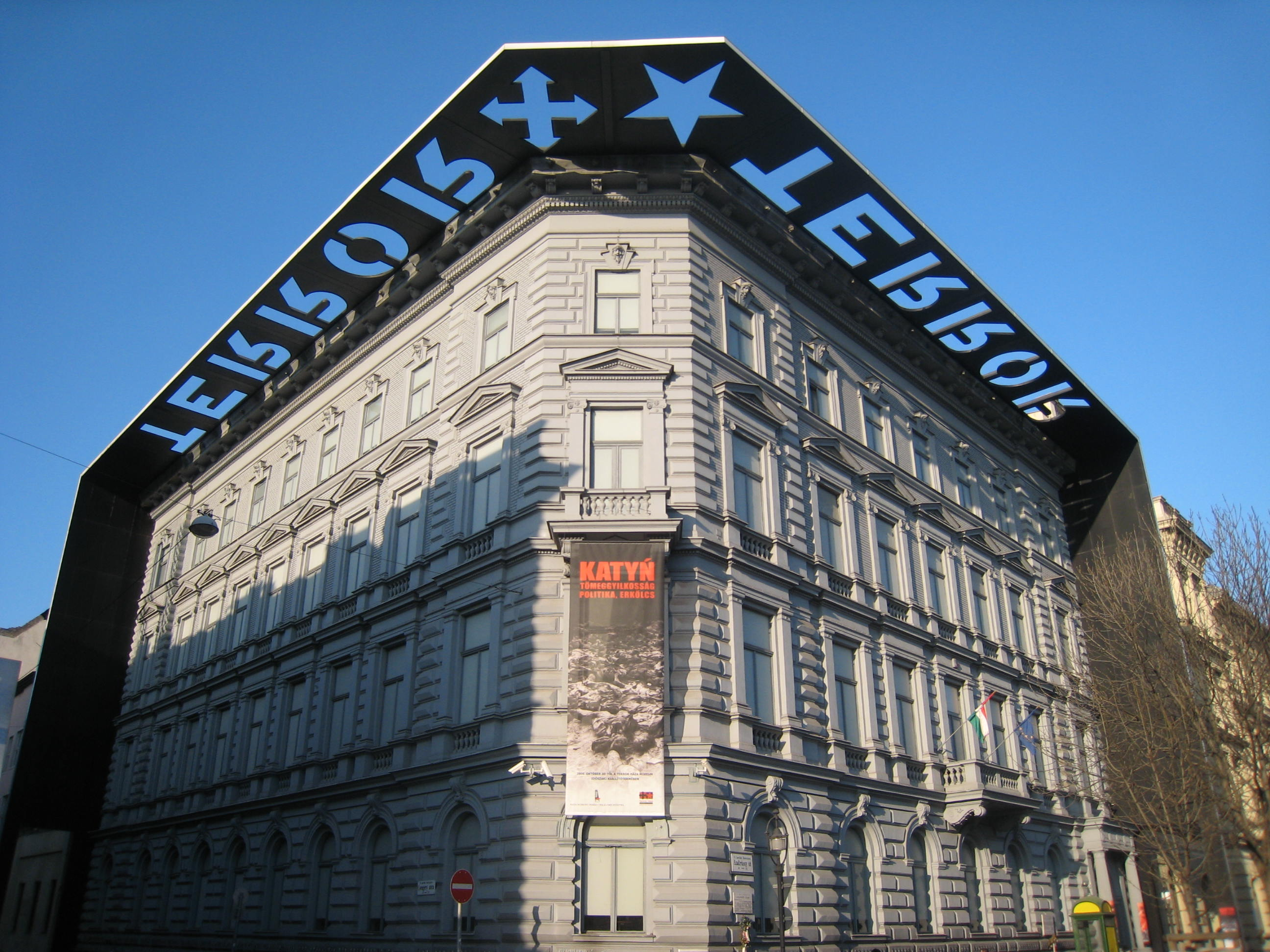

공포의 집(헝가리어: Terror Háza)은 헝가리 부다페스트에 소재한 박물관이다. 20세기 헝가리에서 벌어진 파시스트 및 공산주의에 의한 양민 대상 범죄를 기념하기 위한 추모박물관이다.
2002년 2월 24일 개관했고 슈미트 머리아 박사가 개관 이래 현재까지 관장을 하고 있다.
유럽 기억양심정강 가맹 기관이다.